# Cerveza Victoria
Victoria — компанія, що займається виробництвом декількох сортів пива лагер. Була заснована в 1928 році Луїсом Франкело Карраско в Малазі, Іспанія. Історично воно було пов'язане з цим містом та його особливостями, що відображено в його гаслі «Malagueña y Exquisita» (Малазька та Вишукана).

## Історія
Броварня була заснована в Малазі, Іспанія, Луїсом Франкело Карраско 8 вересня 1928 року, на свято Діви-де-ла-Вікторії, від якого вона й отримала свою назву. Його перша фабрика була розташована в районі Малаги Ель-Перчель. Тоді ця фабрика що нараховувала 85 робітників та німецького пивовара-технолога Генріха Дітце мала щоденну виробничу потужність 15 000 літрів, які розповсюджувалися в Андалусії та сусідній країні Марокко .
Під час громадянської війни в Іспанії кілька галузей промисловості Малаги зазнали занепаду, в тому числі броварня Вікторія. На щастя, пошкодження обладнання та ресурсів заводу не були значними, хоча це спричинило його тимчасове закриття. У лютому 1937 року фабрика змогла відновити свою діяльність. І це був початок тих років, коли виробництво Cerveza Victoria почнеться плідним етапом, коли Антоніо Ранеа, колишній пивовар пивоварні-конкурента, La Mediterránea, був менеджером льохів (під час громадянської війни пивовар Генріх Дітц поїхав до своєї рідної Німеччини).
У 1952 році був придуманий слоган «Malagueña y exquisita», який і сьогодні продовжує з'являтися на пакуванні бренду і, за словами пивоварні, «підсумує душу цього пива: пишається тим, що воно з Малаги та є ретельно звареним за традиційним процесом повільного дозрівання, що забезпечує його смак».
У 1958 році вперше з'являється рекламний плакат, на якому зображений «німець перемоги»: лисий чоловік, типовий німецький турист того часу, який сидить за столом з панамкою в руці і витирає піт з голови, посміхаючись. На столі великий келих пива та слоган бренду. Цей персонаж виник із натхнення дона Луїса Франкело на початку 1940-х років, перед його смертю в 1946 році. Луїс шукав елемент, який би запам'ятав кожному, і знайшов натхнення в одній зі своїх численних поїздок до таких країн, як Данія чи Італія. Цей образ став іконою міста, набувши великої популярності в 1960 -х роках і під час туристичного буму на Коста-дель-Соль .
У 1968 році фабрику довелося перемістити з Perchel у промислову зону Intelhorce через розширення району Alameda Principal в Малазі, Іспанія . Ця фабрика, за вказівкою Міністерства промисловості, повинна була прийняти мінімальне виробництво, так що приблизно в 1970 році вона продала приблизно половину своїх потужностей, при цьому 50 % фабрики були повністю втрачені. Ця незручність разом з появою нового місцевого конкурента, Cervezas Costa del Sol, і зростанням національних брендів призвели до його продажу компанії Cervezas Santander в 1972 році .
На початку 1990-х років Cerveza Victoria була придбана Grupo Cruzcampo . А у 1996 році було вирішено закрити завод в Малазі, що призвело до практичного зникнення бренду. Пізніше, у 1999 році, група була поглинена Heineken International . Національна комісія з конкуренції змусила її позбутися деяких брендів. Нарешті в 2001 році Victoria була придбана іспанською групою Damm.
До 2007 року пиво «Вікторія» продавалося лише в супермаркетах.
7 вересня 2017 року, напередодні свого 89-річчя, Вікторія відкрила нову фабрику площею 3374 квадратні метри в індустріальному парку Гуадалорсе в Малазі, Іспанія . У цьому приміщенні проводяться екскурсії, де можливо дізнатися про процес виробництва пива, різноманітного пакування, історію бренду, а також продегустувати різні сорта пива. Крім того, у цьому просторі проводяться різні культурні заходи, такі як концерти, виступи-монологи, формації тощо.
У 2021 році та після Євро-2020 Вікторія стала офіційним спонсором збірної Іспанії з футболу .

## Інші сорти пива
Після відкриття своєї фабрики за адресою Avenida Velázquez, 215, в Малазі, Cerveza Victoria розробила різні обмежені видання та нові бренди, натхненні провінцією Малага :
- Victoria Sin Alcohol Безалкогольне пиво шо виробляється за допомогою процесу центрифугування та подальшого відновлення природних ароматів пива.
- Victoria Pasos Largos Легке пиво з лимоном. Його ім'я відноситься до останнього відомого бандита в Іспанії: Пасос Ларгос .
- Вікторія Маренго Темне пиво. Маренго — це слово, за яким в Малазі знають людей, що займаються морськими ремеслами.
- Victoria Malacatí Пшеничне пиво. Його назва позначає в Малазі сміливу людину. На етикетці ми бачимо альпіністку у Камініто-дель-Рей .

## Пиво Вікторія в кіно
Пиво Вікторія з'являється в художньому фільмі El Camino de los Ingleses режисера Антоніо Бандераса в 2006 році, зйомки та дія якого відбуваються в місті Малага в 1970-х роках.